# 杨官寨遗址
杨官寨遗址坐落于中华人民共和国陕西省西安市高陵区姬家街道杨官寨村，是关中地区仰韶文化中晚期的一处大型中心聚落遗址:3，北与雷村接壤，东接徐吾村，南距离泾河1千米:3。距离泾河与渭河交汇处约4千米的一级阶地，其南北宽约800米、东西长约1000米，面积80万平方米左右，距今已有6000余年历史:112-113。最初于2004年5月在西安泾河工业园区道路修建施工过程中被首次发现，此后同年6月陕西省考古研究院开始对其进行发掘:58，至今发掘面积已达2万余平方米:3。
杨官寨遗址先后于2008年:1、2018年4月10日分别入选中国六大考古新发现和2017年度全国十大考古新发现。2013年5月3日被列为第七批全国重点文物保护单位名录。

## 遗址研究
杨官寨遗址经遗址考古学文化年代学研究与考古地层放射性碳14测年的数据测得，综合认为其环壕内部最底部冲积堆积已大约距今6000年，属于仰韶文化中期的廟底溝文化，分布于遗址北区与南区北部；灰堆上部黑垆土层放射性碳14测年测得其距今5300年，属于半坡四期文化，主要分布于遗址南区与北区南部:113。

## 发掘成果

### 最初发掘
杨官寨遗址最初于2004年5月在西安泾河工业园区（泾渭产业园）修建北区东西二路时被发现，此后陕西省考古研究院针对该遗址进行了持续的考古调查和发掘。从被发现后5年以来，杨官寨遗址的考古发掘面积已经达到了17,278平方米，发现49座各种类型的房址、896个灰坑、9条壕沟、26座陶窑、32座瓮棺葬、45座墓葬、5口水井，各类可复原的出土遗物经初步整理已达大约7000件:4。

### 2015年起发掘
从2015年起，杨官寨考古队在配合“长庆集团泾欣园三期建设工程”过程中发现了一处超大型史前公共墓地，此墓地位于遗址环壕外东北部，初步探明墓地东西长余530米、南北宽余170米，总面积达约9万平方米。目前累计发掘面积约3800平方米，已发现343座庙底沟文化墓葬，分布十分稠密:3。